# Орнітофауна
Орнітофа́уна, орнітофа́вна (грец. ornis (ornithos) — птах + logos — вчення), або авіфа́уна, авіа́фавна — сукупність видів птахів, які населяють певну територію або трапляються за будь-який відрізок часу (фауна птахів). В орнітофауні розрізняють гніздових, осілих, пролітних, зимуючих і залітних птахів. Здебільшого під орнітофауною розуміють сукупність гніздових, перелітних та осілих видів птахів певної території.

## Орнітофауна України
За період з 1900 р. на території теперішньої України зареєстровано 423 види птахів. 419 з них відмічені у дикому стані та складають природну орнітофауну. Сучасна орнітофауна України нараховує 397 видів (серед яких 4 інтродуковані).
За іншими даними за період з початку ХХ ст. на території України траплялося 424 види птахів.